# 鳥畑洋人
鳥畑 洋人（とりはた ひろと、1969年7月22日 - ）は日本の男性俳優、声優。東京都出身。

## 人物
以前は劇団昴に所属していた。

## 出演

### テレビドラマ
- 土曜ワイド劇場 太平洋殺意のうず潮
- 土曜ワイド劇場 探偵事務所V 哀しき逃亡者（アナウンサー）

### 舞台
- 野望と夏草
- 母・肝っ玉とその子供たち－ 三十年戦争年代記
- バーバー敷島 金魚とピンポン
- 鹿鳴館
- 解ってたまるか!
- うつろわぬ愛 Unchanging Love
- だてうはゆっくりと砂をはむのだ
- 機械じかけのビアノのための未完成の戯曲

### 吹き替え

#### 映画
- 愛さずにはいられない
- 青いドレスの女
- アサインメント ※ソフト版
- アライバル/侵略者 ※テレビ朝日版
- ある日どこかで ※ソフト版
- アルマゲドン ※日本テレビ版・テレビ朝日版
- エアフォース・ワン ※ソフト版
- エアポート ユナイテッド93（トム・バーネット〈ジェフリー・ノードリング〉）
- 英雄の証明（タラス・オーフィディアス〈ジェラルド・バトラー〉）
- エイリアンVSプレデター
- エンド・オブ・デイズ ※テレビ朝日版
- エントラップメント ※ソフト版
- おかしな二人2（ブルース・マディソン〈ジョナサン・シルヴァーマン〉）
- オルガミ〜罠
- カル
- グリーン・デスティニー
- クリクリのいた夏 ※NHK-BS2版
- クリムゾン・リバー（学長の息子〈ローラン・ラフィット〉※フジテレビ版、サルザック警官2〈オリヴィエ・ルッセ〉※ソフト版）
- コンタクト ※ソフト版
- 最高の人生の見つけ方 ※ソフト版
- ジョニー・イングリッシュ（ボフ〈ベン・ミラー〉）※ソフト版
- シリアナ
- シルミド ※ソフト版
- スペース カウボーイ（ジェイ・レノ）※ソフト版
- スモーキン・エース/暗殺者がいっぱい（バディ・“エース”・イズラエル〈ジェレミー・ピヴェン〉）
- スモール・ソルジャーズ（キップ・キリガン〈アーネスト・ボーグナイン〉）※DVD版
- 300 〈スリーハンドレッド〉 〜帝国の進撃〜（アルタフェルネス〈ベン・ターナー〉）※劇場公開版
- ダウンタウン・シャドー ※ソフト版
- 沈黙の戦艦（ラミレス〈レイモンド・クルス〉）※テレビ朝日版
- ツイスター（アラン・サンダース〈ショーン・ウォーレン）※日本テレビ版
- デッドヒート
- 10日間で男を上手にフル方法（トニー〈アダム・ゴールドバーグ〉）
- 飛ぶ教室（ベク“正義”先生〈ウルリッヒ・ネーテン〉）
- トランボ ハリウッドに最も嫌われた男（バディ・ロス〈ロジャー・バート〉）
- トレマーズ4（ピヨン・チャン〈ロウ・ミン〉）
- パスポート to パリ（ジェレミー〈マット・ウィンストン〉）
- バッドボーイズ2バッド（アイスピック〈トレヴァ・エチエンヌ〉）※ソフト版
- パニック・ルーム ※ソフト版
- ハリエットはティーン・スパイ
- ヒップホップ・プレジデント（クリフ・チャールズ）
- ビバリーヒルズ・コップ3 ※テレビ朝日版
- プライベートレッスン 青い体験（キム・ジャヒョ）
- プラトーン（サンダーソン〈J・アダム・グローヴァー〉、ジャスパー）※ソフト版
- ベスト・キッド（ダッチ〈チャド・マックイーン〉）※ソフト版
- ベスト・キッド3/最後の挑戦（スネーク〈ジョナサン・アヴィルドセン〉）※DVD・BD版、VHS版
- ポリス・ストーリー/香港国際警察 ※テレビ朝日版
- マスク ※日本テレビ版
- 身代金 ※テレビ朝日版
- モモ（エージェントBLW/553X〈シルヴェスター・グロート〉）※DVD版
- リーグ・オブ・レジェンド/時空を超えた戦い（ダンテ〈マックス・ライアン〉）※機内上映版
- リプレイスメント・キラー
- レジェンド・オブ・アロー ※NHK版
- レプリカント（警部〈ポール・マクギリオン〉、ハル）※ソフト版
- レリック
- 恋愛小説家 ※VHS・DVD版
- 連鎖犯罪/逃げられない女 ※旧ソフト版

#### ドラマ
- ER XV 緊急救命室 #21（エリック〈アンドリュー・ハイバード〉）
- WITHOUT A TRACE/FBI 失踪者を追え!3（レオ#3、Dr.リー#19）
- エレメンタリー ホームズ&ワトソン in NY
- 気分はぐるぐる（マイケル・フルーン）
- ザ・ホワイトハウス3（ダグ）
- CSI:ニューヨーク
- スピン・シティ（スチュアート・ボンデク）
- TOUCH/タッチ
- ハイテク武装車バイパー（シャーマン・キャトレット）
- ハリーズ・ロー 裏通り法律事務所
- フレンズ
- プライベート・プラクティス3（ジェイク）
- ミディアム 霊能者アリソン・デュボア（マイケル・ブレア〈デヴィッド・アークエット〉）

#### アニメ
- シンデレラ（大公〈ルイス・ヴァン・ロッテン〉）※DVD追加吹替部分
- トムとジェリー テイルズ
- Biohazard 4D-Executer（ロジャー）
- ラマになった王様シリーズ
  - ラマになった王様
  - ラマだった王様 学校へ行こう!

#### 人形劇
- サンダーバード 劇場版（トニー・グラント）※DVD版

### テレビアニメ
1996年
- シンデレラ物語（男2）

1997年
- 金田一少年の事件簿（赤穂晴俊）

1999年
- アークザラッド（負傷兵）
- ∀ガンダム（少年E）
- ポポロクロイス物語（ガーミネーター、魔法の木の葉）
- 名探偵コナン（1999年 - 2000年、野中浩一、有森光行）

2000年
- ゲートキーパーズ（顧問の先生）
- ルパン三世 1$マネーウォーズ
- ワイルドアームズ トワイライトヴェノム（兵士A）

2003年
- キノの旅 -the Beautiful World-（町の人2）

2007年
- 出ましたっ!パワパフガールズZ（成島ナルオ）

2010年
- NARUTO -ナルト- 疾風伝（2010年 - 2012年、コロビ、ドック）

### OVA
- 鴉 -KARAS-（2005年、呉鳴海）

### ゲーム
- リフレインラブ（1997年、山本伸治、謎の男）
- リフレインラブ2（1999年、山本伸治）
- D×2 真・女神転生 リベレーション（2018年）